# Petaurillus kinlochii
Petaurillus kinlochii — вид гризунів родини Sciuridae. Вона є ендеміком Малайзії, де зустрічається лише в штаті Селангор. Зустрічається як у первинних лісах, так і на каучукових плантаціях.

## Характеристики
Її довжина голови та тіла становить приблизно від восьми до дев'яти сантиметрів, а хвіст приблизно такої ж довжини. Вона важить близько 20 грамів. Забарвлення спини та голови коричневе з білими плямами за вухами, а верхня поверхня ковзної перетинки темна з чорною облямівкою. Хвіст світло-коричневий біля основи та темніє до задньої частини, перш ніж закінчуватися широким білим кінчиком.

## Спосіб життя
Як і у випадку з двома іншими видами роду, практично немає даних про спосіб життя. Вона веде виключно деревний та нічний спосіб життя, тому спостереження трапляються рідко.
Через свій невеликий розмір і легку вагу, тварини цього роду, ймовірно, здатні ковзати повільніше та точніше, ніж інші летяги.